# Argentinisch-osttimoresische Beziehungen
Die argentinisch-osttimoresischen Beziehungen beschreiben das zwischenstaatliche Verhältnis von Argentinien und Osttimor.

## Geschichte
Argentinien beteiligte sich mit Personal an der Unterstützungsmission der Vereinten Nationen in Osttimor (UNMISET).
Am 27. September 2013 wurde zwischen den beiden Ländern bei den Vereinten Nationen in New York ein Abkommen über technische Zusammenarbeit vereinbart. Unterzeichner waren die beiden Außenminister José Luís Guterres (Osttimor) und Héctor Timerman (Argentinien). In dessen Rahmen fand am 13. November 2013 das erste Missionstreffen auf Beamtenebene im Außenministerium in Dili statt. Geplant wurden eine technische „Süd-Süd-Zusammenarbeit“ im Zeitraum 2014–2016 und Ausbildungsprogramme in Bereichen wie öffentliche Verwaltung und öffentliche Bedienstete, öffentliches Archivwesen, Gerichtsmedizin und Toxikologie, Protokoll und Zeremoniell, Verwaltung von Nationalparks, Parkwächter, Schutz und Verwaltung der Fischerei und Entwicklung der Aquakultur.
2019 wurde ein Protokoll über die Dreieckskooperation zwischen dem osttimoresischen Staatssekretariat für soziale Kommunikation (SECOMS), dem portugiesischen Instituto Camões und dem argentinischen Außenministerium vereinbart über das Projekt „Sprachkurs für Journalisten“. Dabei sollen osttimoresische Medienmitarbeiter von argentinischen Fachleuten unterrichtet werden.

## Diplomatie
Der argentinische Botschafter im indonesischen Jakarta hat eine Zweitakkreditierung für Osttimor.
Osttimor hat keinen Botschafter in Argentinien. Die nächstgelegene osttimoresische Botschaft befindet sich in Brasilien.

## Wirtschaft
Für 2018 gibt das Statistische Amt Osttimors keine Handelsbeziehungen zwischen Argentinien und Osttimor an. Die argentinische Indec registrierte 2020 keine Exporte nach Osttimor.